# Völkerschlachtdenkmal (Cosa)

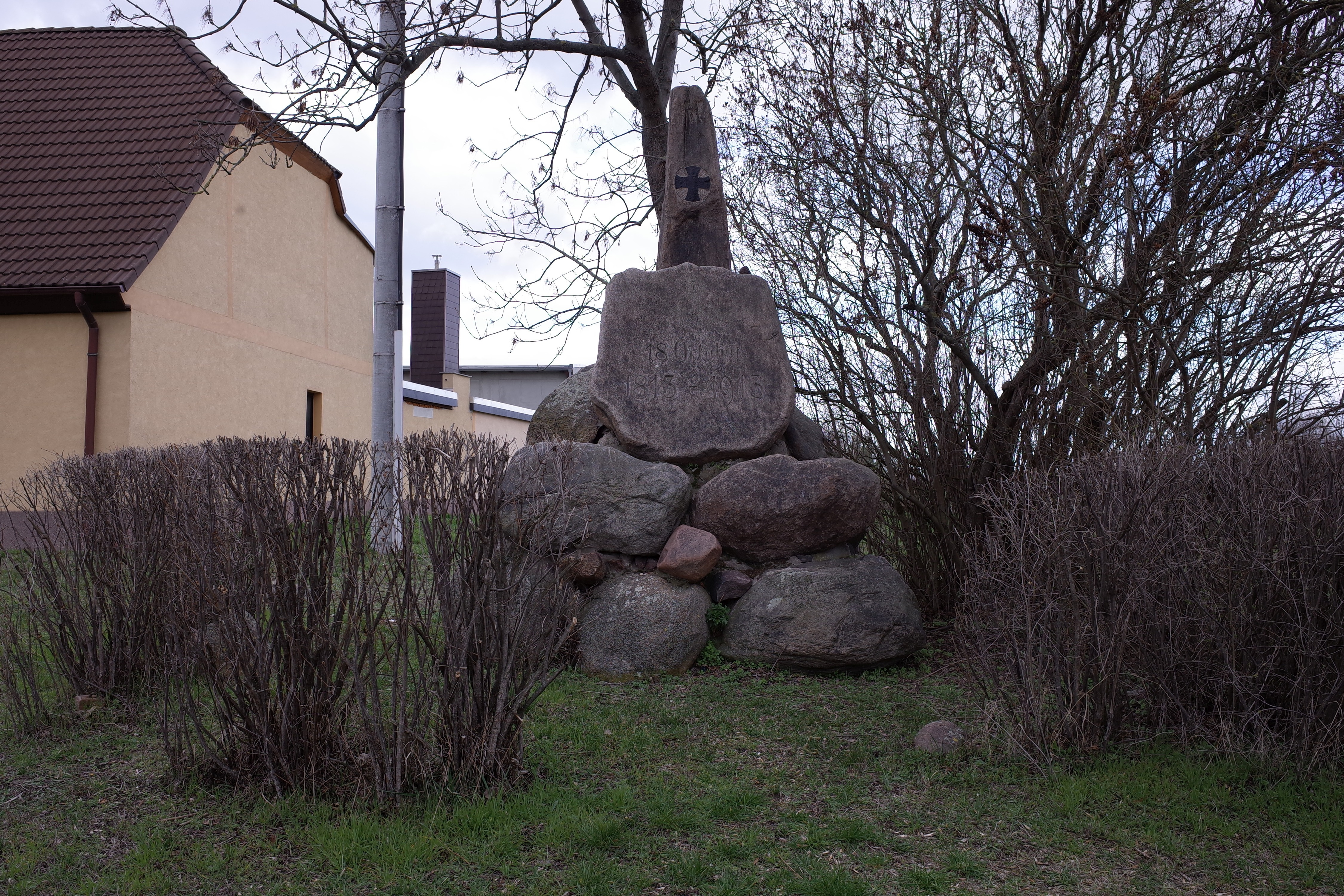
Ansicht von Osten

Das Völkerschlachtdenkmal von Cosa ist ein Gedenkstein in der Stadt Südliches Anhalt im Landkreis Anhalt-Bitterfeld in Sachsen-Anhalt. Das Kleindenkmal steht unter Denkmalschutz, allerdings ist im Denkmalverzeichnis nicht klar ersichtlich, ob das Baudenkmal mit der Erfassungsnummer 094 70212 nicht dasselbe Denkmal meint, wie das 2017 ergänzte Kleindenkmal.
Wie in vielen Dörfern Anhalts folgt das anlässlich 100. Jahrestages der Völkerschlacht bei Leipzig in Cosa errichtete Denkmal einem gewissen Schema, indem es zum einen oft in der Ortsmitte (in der Cosaer Straße) zu finden ist, zum anderen aus einem Steinhaufen besteht, der von einem aufrecht stehenden Stein bekrönt wird, der als Inschriftstein (18. October / 1813 – 1913) dient. Abweichend davon befindet sich hier allerdings ein Obelisk als Bekrönung auf diesem Inschriftstein, den das Eiserne Kreuz ziert. Umgeben wird das kleine Denkmal von einigen Sträuchern, die wohl als Einfriedung dienen sollen.